# John Means (baseball)
Pour les articles homonymes, voir John Means.
John Means, né le 24 avril 1993 à Olathe, au Kansas, est un joueur américain de baseball. Il évolue dans les ligues majeures au poste de lanceur partant pour les Orioles de Baltimore.
Le 5 mai 2021, il effectue un match sans point ni coup sûr contre les Mariners de Seattle.